# Arier
Arier (persiska: آریایی āriāyi) är ett etnokulturellt begrepp med olika definitioner. Ordet arier kommer från indoiranska - föregångaren till fornpersiska, avestiska och sanskrit och betyder ”ädel, ärorik”. Ordet ädel kan syfta på ett nobelt härskarskikt. Det finns en teori att "arierna" uppehöll sig en tid i Baktrien i Centralasien, delades sig omkring 2000 f.Kr. i en iransk och en indoiransk gren. Iranierna slog sig ned i norra och västra Iran, medan indoiranierna omkring 1500 f.Kr. invandrade till norra Indien, där de flesta män idag bär på Y-DNA R1a som även finns hos andra grupper i Eurasien. Detta betyder att dessa grupper tillhörde proto-indoeuropier som bodde på den ryska stäppen, där de var nomadiska herdar i Jamnakulturen.
Arierna talade det indoiranska urspråket, ett satemspråk. Ariernas närmaste ättlingar idag är de olika grupper i Iran, Afghanistan, Pakistan, Tadzjikistan, Kurdistan, Ossetien, och i norra Indien samt i Chitralområdet som talar indoiranska språk.
I västerländsk raslära under 1800- och 1900-talet användes begreppet arier för en indoeuropeisk människoras med ljus hy.

## Beteckningen arier
Ordet arier finns bevarat som egenbeteckning för ett antal indoiranska folk som alaner och iranier. Folkbeteckningen ”iranier” härstammar etymologiskt sett från avestiskans airiia (”arier, iranier”) i betydelsen ”ädel, ädling”. Forniranierna och deras indoariska kusiner, vilka förknippas med den vediska kulturen, använde begreppet arier som etnisk självbenämning. Namnet Iran, ordagrant ”ariernas land”, förekommer för första gången i den avestiska hymn yasht  som är tillägnad himlens gud Mithra och härrör från 1000-talet f.Kr.. Avestiskans Airyanam Vaeja och medelpersiskans Ērān šahr betyder "ariernas land", därav namnet Iran. Ordet förekommer som självbeteckning på de akemenidiska kungarna Dareios I och Xerxes I:s inskrifter i Persepolis och andra platser i Iran.
I Indien är ārya en hederstitel, och betyder ungefär "ädel", "ren". I vedaböckerna förekommer hymner som hoppas på ariernas seger över dāsa och dasyu, vilka bland annat beskrivs som mörkhyade (kṛṣna-tvac) och med fientligt tal (mṛdhra-vāc), men också som omänskliga varelser (det månghövdade vidundret Vritra), fyrfotade (catupada), fotlösa (apada), treögda eller trehövdade.

## Den ariska invasionen av Indien
Alltsedan Friedrich Max Müller omkring 1840 formulerande den så kallade ariska invasionsteorin har man tolkat dessa hymner som ett bevis för strider mellan arier och de inhemska  dravidfolken, som idag framför allt finns i södra Indien, där folket i allmänhet har mörkare hudfärg än i norr. De tre högsta indiska kasterna (brahminer, krigare och hantverkare) skulle enligt denna teori härstamma från arierna, medan den lägsta kasten (shudras) härstammar från de erövrade folken. Efter upptäckten av induskulturen blev det omöjligt att hävda att de tänkta offren för ariernas invasion skulle vara kulturellt lägre stående än dessa, och senare forskning fokuserar på en till övervägande del fredlig migration, snarare än en våldsam invasion. Problemet med induskulturens nedgång, och varför indoariska språk kommit att dominera norra Indien snarare än indusfolkets, är ännu olöst. 
Då Friedrich Max Müller omkring 1840 formulerade sina tankar om invasionen i Indien och hans tankar om rasers olika värden, får man inte glömma att rasbiologins tankar hade ett otroligt genomslag i Europa. Alla dessa tankar om en ras överlägsenhet mot en annan strider mot stenåldensmänniskans utbredningar och delande av kunskaper, verktyg och symboler. Det som ska belysas är förflyttning av folk, folkslag och kulturer som skett genom människans historia. 
De mörkare folkslagen i södra Indien, jämfört med de ljusare folkslagen i norr, kan relativt enkelt förklaras genetiskt med försvaret mot UV-ljus och d-vitaminupptag. Därför har ett folkslag mörkare hud jämfört med ett annat, för att på bättre sätt vara anpassade för den miljö de lever i.

## Religion
Gemensamma drag hos den vediska religionen (hinduismens äldsta form) och forniranska religioner som zoroastrism tolkas allmänt som att de går tillbaka på en gemensam arisk religion. Guden Mitra i Indien och Mithra i Persien är ett exempel; elds- och offerguden Agni i den vediska religionen motsvaras av Atar i zoroastrismen. Viktig är även en berusande ritualdryck som på sanskrit kallas soma och på avestiska haoma. Två grupper av gudomar har utvecklats olika i Iran och Indien. I zoroastrismen är ahuras gudomliga väsen (den viktigaste är Ahura Mazda) medan daevas är demoniska. I hinduismen är istället devas gudomliga men asuras demoniska. Hur det förhöll sig i den ursprungliga ariska religionen är inte lätt att veta, men det anses klarlagt att orden är besläktade med asar (från urgermanska *ansuz och rekonstruerat som *ansu- på urindoeuropeiska), respektive med tyr (från urgermanska *tiwaz, eller *teiwaz, och rekonstruerat som *deiwos på urindoeuropeiska). Man kan notera att flera av den moderna hinduismens viktigaste gudar som Vishnu, Shiva och Brahma har en mycket undanskymd position i vedaböckerna. Vissa indikationer, såsom Pashupati, en Shiva-liknande relief i Mohenjo-daro, antyder att en sammansmältning av arisk och dravidisk religion skett i eftervedisk tid, vilken givit upphov till den moderna hinduismen.

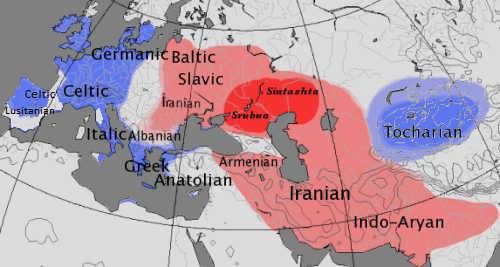
Tvåfärgskarta som visar den förmodade utsträckningen av indoeuropeiska språk efter de indoiranska (ariska) migrationerna. Det ljusröda området visar satemspråkens utbredning. Det mörkröda området visar det enligt kurganhypotesen troligaste området för satemisationen. Sintasjta-kulturen är enligt detta scenario det indoiranska urhemet.

## Urhemsteorier

### Centralasien
Ariernas urhem var enligt den numera oftast framförda teorin det centralasiatiska området som idag omfattar Afghanistan, Kazakstan, Kirgizistan, Tadzjikistan, Turkmenistan och Uzbekistan. Andronovokulturen och Oxus-kulturen är två arkeologiska kulturer som föreslagits som kandidater för det ariska urhemmet.

### Kaukasus
En annan teori hävdar att ariernas urhem låg i Kaukasus, vilket leder till teorier om att östalaner skulle vara av arisk härstamning. Man syftar dock här mer på att det beror på en folkvandring från Centralasien till Kaukasus snarare än tvärtom. Detta är orsaken till att vita personer kallas Caucasian på engelska.

### Nära Svarta havet
Ett försök till förklaring till teorin om till att ariernas urhem skulle finnas någonstans i nuvarande Ryssland och Ukraina nära Svarta havet är att Svarta Havet under senaste istiden inte var ett hav utan en insjö som ett stort antal människor levde kring. När isen började smälta och haven steg, raserades den landtunga som fanns där Bosporen och Dardanellerna finns idag och stora mängder havsvatten vällde ned i det låglänta landet och Svarta Havet bildades. De överlevande flydde i mängder norrut och mot nordväst, och Kaukasus var det område de nådde först. Detta skulle ha hänt för mellan 5000 och 9000 år sedan. Många källor har i första hand fångats av syndaflodstemat, men även vetenskapliga undersökningar genomförs. 
På Svarta havets botten, 90 meter under ytan, har arkeologen Frederik T. Hiebert, sponsrad av National Geographic, hittat bostadsrester som visar att en relativt stor mängd människor bebodde området innan en översvämning lade det under vatten. Teamet letade efter rester av en bronsålderscivilisation, men fann föremål som var 3.000-4.000 år äldre. En undersökning av undervattenexperten Robert Ballard har också funnit bevis på lämningar av en urgammal[förklaring behövs] civilisation. De turkiska bergen stupar brant ned i södra delen av Svarta havet, så det har funnits ett behov av att undersöka den norra, västra och östra kusten. Alla typer av internationell forskning i norra Svarta havs-området var omöjlig så länge de kommunistiska staterna Rumänien, Bulgarien och Sovjetunionen fanns, och även senare har politiska och ekonomiska svårigheter lagt hinder i vägen för att undersöka de norra stränderna med ubåtar och annan utrustning. Åren 2005 - 2009 har internationella vetenskapliga konferenser hållits om Black Sea-Mediterranean Corridor under de senaste 30 000 åren, och om hur detta påverkat de människor som levt runt den dränkta Svarta Havet-sjön, och numera är Bulgarien, Rumänien, Ukraina och Ryssland med.

### Kritik mot teorierna
Flera indiska forskare har framfört en nationalistiskt färgad kritik av tanken att arierna skulle härstamma utanför Indien. Hindutva-rörelsen framförde en tidig version av denna kritik, men icke-indiska forskare är ofta mycket skeptiska till bevisföringen hos denna skola, som stundom har anklagats för att syssla med pseudovetenskap.

## Äldre definition av arier
I äldre språkvetenskaplig litteratur användes termen ariska språk även om alla de indoeuropeiska språken (till andra äldre synonymer hör indogermansk, indokeltisk och jafetisk), och arier hänvisade till det hypotetiska folk som idag kallas urindoeuropéer eller protoindoeuropéer. Detta språkbruk myntades av den tyske romantikern Friedrich von Schlegel vilken i sin tankekonstruktion om det indisk-ariska ursprunget utgick från William Jones teori om att de västeuropeiska språken utgjorde underavdelningar till sanskrit. Schlegel tänkte sig att arya var en kognat till ära (tyska Ehre), och att urindoeuropéerna således hade kallat sig själva för *aryos, med innebörden "det ärbara folket".

### Arisk rasteori
Rasteoretikerna Joseph Arthur Gobineau och dennes lärjunge Houston Stewart Chamberlain skapade termen "den ariska rasen" som beteckning för den mänskliga ras man ansåg vara den mest högtstående. Dessa tankar upptogs av nazisternas raslära, som bland annat ställde "arisk kultur" och "arisk vetenskap" i motsats till "judisk" dito, som modernism och modern fysik. Deras arier delades upp i olika klasser, där de högre klasserna kvalificerades av människor med nordiska kännetecken som ljus hy, blå ögon och blont hår. Men i motsats till en populär myt, diskriminerade nazisterna själva inte tyskar som inte var blonda eller blåögda, eller bara hade en av dessa funktioner. Adolf Hitler och de flesta andra nazistiska tjänstemännen hade brunt hår och en del även bruna ögon. 
Arier refererade till de folkslag som härstammade från urindoeuropeerna, och talade indoeuropeiska språk.
Av den anledningen var t.ex. iranier, kurder och andra iranska folkgrupper immuna mot Nürnberglagarna. 
De flesta forskare anser idag bevisen svaga för att urindoeuropéerna kallade sig själva för aryos, och rasbiologins och nazisternas misskreditering av ordet har bland annat fått till följd att de indoariska språken på engelska ibland kallas för Indic languages, vilket dock har nackdelen att dravidspråk, mundaspråk, med flera indiska språk blir non-Indic languages.
Trots att det rasistiska svärmeriet om krigiska och genetiskt överlägsna arier är bäst känt har det även funnits andra romantiska föreställningar om det ariska urfolket. I Gustaf Frödings dikt En morgondröm ("Jag sov och jag drömde om Ariens land …") tänks arierna som ett fridsamt folk med ett oproblematiskt förhållande till sexualitet och nakenhet. 
Tanken på den germanska "rasens" överhöghet och utvaldhet uppstod under 1800-talet och kulminerade i Adolf Hitlers rasförföljelser under andra världskriget.